# Denmark (Karolina Południowa)
Denmark – miasto w Stanach Zjednoczonych, w stanie Karolina Południowa, w hrabstwie Bamberg.